# Falaise Saint-Jacques
La falaise Saint-Jacques est une falaise morte dans la ville de Montréal, adjacent au quartier de Notre-Dame-de-Grâce. Elle s'étend sur 4 km de long, couvre plus de 20 ha et possède jusqu'à 30 m de dénivelé.

## Histoire
La falaise apparaît sur un plan de 1702 réalisé par les Prêtres de Saint-Sulpice et est alors désignée comme le coteau Saint-Pierre. La désignation Saint-Jacques est récente, probablement liée au moment où la route Upper Lachine Road prend le nom de rue Saint-Jacques en 1964. Le lac à la Loutre était autrefois situé au pied de la falaise, alimenté par l'ancienne rivière Saint-Pierre, avec une cascade sur l'escarpement. Ce lac marécageux s'est asséché, peut-être en raison des travaux du canal de Lachine en 1825. Le secteur du lac asséché a fait place à l’ancienne cour de triage Turcot puis à l'autoroute 20.
Le dessus de la falaise a longtemps servi de lieu de déversement et de dépotoir.  
Montréal procède en mai 1985 à l'achat d'une partie des terrains auprès de la compagnie de chemins de fer Canadien National. Des travaux de stabilisation et de végétalisation de la falaise sont entrepris, le parc Terry-Fox est aménagé et une clôture de deux kilomètres est installée. 
Dans le cadre du réaménagement de l'échangeur Turcot, des discussions sont entreprises pour le développement et la préservation de la falaise.

## Protection
En 2004, la falaise devient un des dix écoterritoires de la Politique de protection et de mise en valeur des milieux naturels de Montréal. 
L'écoterritoire de la Falaise Saint-Jacques couvre le milieu compris entre le canal de Lachine et la rue Saint-Jacques de l'échangeur Turcot à l'échangeur Saint-Pierre. Cette désignation entraîne la production par la Ville de Montréal d'études géotechnique, historique et biologique dans les années 2000. Les études concluent que l'abondance d'arbres en fait un refuge naturel pour de nombreuses espèces d'oiseaux migrateurs, ainsi que pour la couleuvre brune, espèce à statut précaire dans la région montréalaise. À terme, un nouveau parc-nature de 60 hectares qui s'étendra de la falaise Saint-Jacques jusqu'à la rue Notre-Dame devrait être créé.
Par ailleurs, le schéma d'aménagement et de développement de Montréal prévoit l'interdiction de toute construction sur le haut du talus ou dans celui-ci en raison des risques d'éboulement, à l'exception des sentiers et des clôtures. 